# 1956年安賈爾地震
1956年安賈爾地震發生於协调世界时7月21日下午3時32分，對印度古吉拉特邦卡奇县的安賈爾造成了较大破壞。估計面波震級為6.1級，麥加利地震烈度表的最大烈度為IX度。

## 地震
本次地震的震央位於安賈爾和巴超之間，非常接近1819年卡奇地震的震央。地震造成了相當大的破壞和傷亡，特別是在印度安賈爾及其周邊地區。最大受損面積為2,000平方（490,000英畝），地震感知半徑為300公里。地震的原因是逆斷層作用，與造成1819年地震的原因相似。

## 破壞
安賈爾鎮和安賈爾鄉是受災最嚴重的地區，有2,000棟房屋受損；其中一半位於安賈爾鎮。其他受影響的城鎮包括普傑、凱拉、巴超、甘地罕姆、坎德拉。根據政府記錄，至少115人死亡，受傷人數為254人。據估計，25個村莊的3000多間房屋出現巨大裂縫，損失高達1000萬盧比。这次地震是過去100年來發生在卡奇縣的最嚴重災難之一。地震發生後幾天，超過8,000人被迫迁出該區。地震之後又下了大雨，使身處臨時營地中的數千人的处境雪上加霜。
安賈爾是一座歷史悠久的城鎮，舊城區非常擁擠，城內的大部分建築物在这次地震中被摧毀。後來，工人在舊地基上建造新房屋，並在地震後適時建立了新城镇——新安賈爾鎮，以便進行修復。安賈爾附近的鐵路軌道遭到破壞，地面塌陷近50英尺（15），但其他主要鐵路線、道路、橋樑、涵洞並未受到本次地震的影響。

## 其他地震
該地區的下一次大地震是2001年1月26日，這也是由於與1819年地震相似的斷層活動所造成的。

## 外部連結
- The International Seismological Centre has a bibliography and/or authoritative data for this event.